# The Bad Plus (album)
The Bad Plus, noto anche come Motel, è il primo album in studio del gruppo The Bad Plus, uscito nel 2001. Nel disco, oltre a composizioni originali, sono presenti alcuni riarrangiamenti; tra questi Knowing Me, Knowing You degli ABBA e Smells Like Teen Spirit dei Nirvana.

## Tracce
1. Knowing Me, Knowing You – 5:46 (ABBA)
2. Blue Moon – 3:04 (Richard Rodgers, Lorenz Hart)
3. 1972 Bronze Medalist – 5:10 (David King)
4. The Breakout – 5:23 (Reid Anderson)
5. Smells Like Teen Spirit – 6:35 (Kurt Cobain, Dave Grohl, Krist Novoselic)
6. Labyrinth – 5:14 (Ethan Iverson)
7. Scurry – 5:24 (Ethan Iverson)
8. Love Is the Answer – 8:22 (Reid Anderson)

## Formazione
- Ethan Iverson - pianoforte
- Reid Anderson - contrabbasso
- Dave King - batteria